# Live from Amsterdam
Live from Amsterdam je první koncertní album - DVD americké rockové kapely Alter Bridge. Natočeno bylo v Heineken Music Hall v Nizozemsku dne 7. prosince 2008 při turné kapely k albu "Blackbird". Dlouhou dobu bylo dostupné jen ve standardní verzi na Amazon.com, Blu-ray a CD/DVD Deluxe verze, obsahující dokumentární část se záběry ze zákulisí a akustický cover písně Hallelujah, byla teprve vydána v USA a Kanadě 11. ledna a v Evropě 17. ledna 2011. S vydáním těchto verzí byly dlouhodobé problémy kvůli potížím s labelem Universal Records.
Režisérem a producentem je Daniel Catullo, který spolupracoval v minulosti např. se skupinami Nickelback, Godsmack, Marilyn Manson, Chickenfoot, Dave Matthews Band a The Smashing Pumpkins.

## Seznam skladeb
1. Come To Life
2. Find The Real
3. Before Tomorrow Comes
4. Brand New Start
5. White Knuckles (Videoklip live)
6. Buried Alive
7. Coming Home
8. One Day Remains
9. Watch Over You - akusticky (Videoklip live)
10. Ties That Bind
11. Blackbird (Videoklip live)
12. In Loving Memory
13. Metalingus
14. Open Your Eyes
15. Broken Wings
16. New Way To Live
17. Travelling Riverside Blues - cover skladby od Roberta Johnsona (akusticky)
18. Rise Today

## Obsazení
- Myles Kennedy - sólový zpěv, rytmická kytara
- Mark Tremonti - sólová kytara, doprovodný zpěv
- Brian Marshall - baskytara
- Scott Phillips - bicí
- Ian Keith - rytmická kytara při písni "One Day Remains"